# 长发镇 (佳木斯市)
长发镇，是中华人民共和国黑龙江省佳木斯市郊区下辖的一个乡镇级行政单位。

## 行政区划
长发镇下辖以下地区：
北长发村、长虹村、长新村、东胜村、东四合村、二龙山村、南长发村、太平川村、新河村、巨桥村和正合村。